# Горщик каші (казка)
Горщик каші (Солодка каша, Горщику, вари!, нім. Der süße Brei) — казка про чарівний горщик, який здатен сам зварити кашу. Сюжет було запозичено з фольклору германських племен, адаптовано й записано братами Грімм.

## Сюжет
У сім'ї бідної дівчинки, яка живе вдвох зі своєю матір'ю, немає що їсти. У лісі дівчинка зустрічає бабусю, яка дарує їй чарівний горщик. Варто було лише сказати: «Горщику, вари!» — і він сам починає варити чудову солодку пшоняну кашу, а щоб це зупинити, слід промовити: «Горщику, не вари!». Якось, коли дівчинка пішла з дому,  її мати  варила кашу, але забула слова, які треба сказати аби горщик припинив варити. Через це все місто заливала смачна каша, аж поки дочка не повернулася додому та не сказала потрібну фразу. На той час горщик наварив уже стільки каші, що мандрівникам і перехожим доводилося торувати собі дорогу крізь неї.

## Інтерпретація

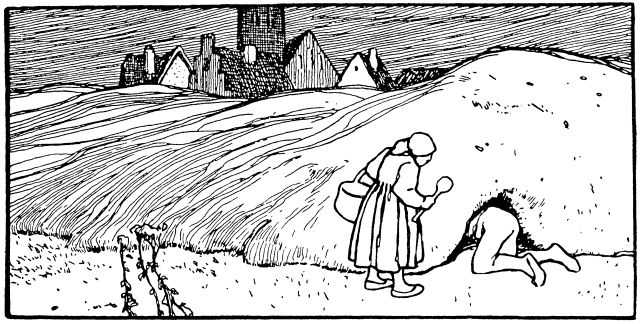
Ілюстрація 1909 року. Мешканці проїдають дорогу до міста через гору каші.

Надія на диво, яке може врятувати людей у деяких випадках, була джерелом бродячих сюжетів, які здавна побутували у фольклорі. Веселе та химерне зображення міста, вуличками й артеріями якого тече каша, то було яскравою ілюстрацією доктрини. Про те, що коли комусь довірено дива, то ніхто інший не має намагатися привласнити їх собі, адже це може призвести до неприємностей. Той факт, що в казці дивом володіє проста дівчинка,тоді має зміцнювати в дітях упевненість у своїх силах.
Горщик для приготування гарячої їжі, подарований бабусею, інтерпретується в психології як функція архетипу матері. Інтерпретація Фріделя Ленца ґрунтується на стародавньому індійському позначенні сонця та місяця, як двох небесних котлів із кашею, яких може досягти лише дитяча душа.

## Екранізації
У 1953 році за мотивом чеської народної казки «Горщику, вари!» було знято однойменний мультфільм та режисером якого став Вацлав Бедржих. У 1984 році студією «Союзмультфільм» було випущено радянський мальований мультиплікаційний фільм «Горщик каші», режисер — Наталія Голованова.
У книзі німецького ілюстратора та дитячого письменника Горста Еккерт «Янош розповідає казки братів Грімм» (1983) в казці мати з донькою будують фабрику з виробництва каші та постійно збільшують свою розкіш. Роблячи так, вони забувають слово зупинити горщик і опиняються закопаними під кашею.
У 2018 році фільм «Солодка каша» був знятий з елементами сучасного фентезійного кіно для німецького серіалу ZDF «Казкові перлини» .  Оскільки це найкоротша з казок братів Грімм, до екранізації було додано кілька нових аспектів, наприклад. Наприклад, одного разу горщик розбився, і дівчинці «Йолі» довелося складати його докупи.